# Kohann
Michèle Gaurin, dite Kohann, est une auteure-compositrice-interprète française, Bretonne. 
Kohann était le nom d'un groupe d'electropop et trip hop, formé en 1999, auquel participait Michèle Gaurin ; le groupe a cessé d'exister en tant que tel après trois ans d'activité, en 2002 ; Michèle Gaurin en a ensuite repris le nom en tant que pseudonyme pour elle-même.

## Biographie

### Débuts en groupe (1997-2002)
Kohann est le nom breton de la chouette hulotte. Le groupe est formé à Lorient en 1999 par Michèle Gaurin (chant), Sylvère Morisson (claviers) et David Bellec (guitare). La particularité de ce groupe trip hop est la langue utilisée, du breton - bas vannetais. Après deux albums, un bon succès pour leur second album, Don, avec 20 000 exemplaires vendus, chiffre annoncé par Sonjen en 2002, et plus de 150 concerts, le trio se sépare en 2002.

### Carrière solo (depuis 2003)

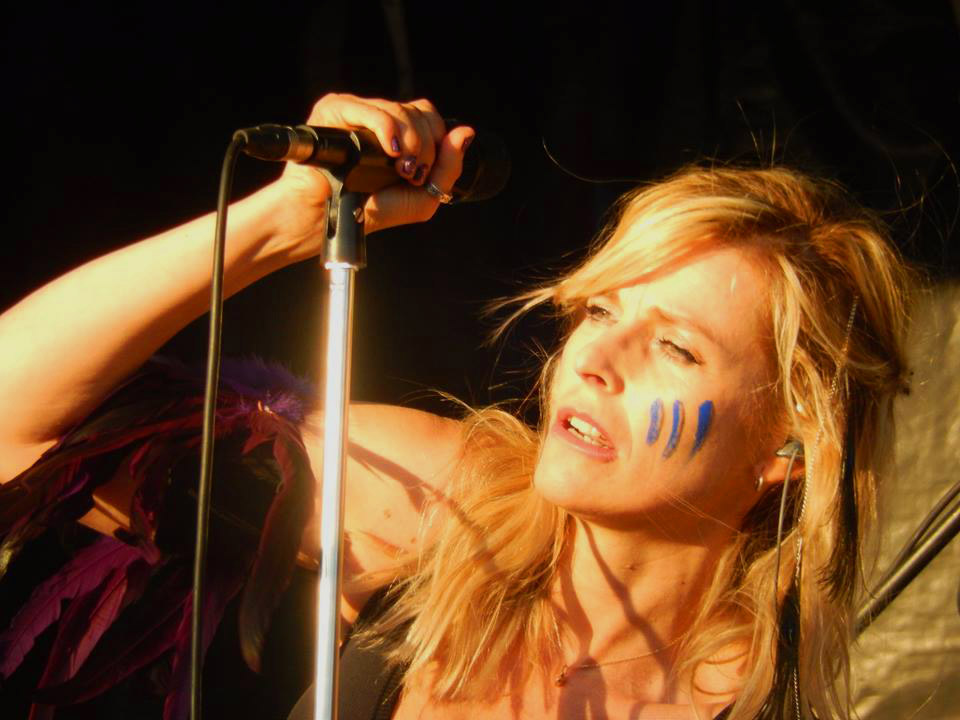
Kohann à Ploemeur en 2015.

Kohann devient le nom de scène officiel de Michèle Gaurin. Elle chante en trois langues : « le français pour l'intellect, le breton pour la mémoire, les racines, l'anglais pour la sensibilité, les images ». Sa musique est désormais pop rock, « plus épurée, moins énigmatique », en conservant des touches d'electro.
Michèle Gaurin revient en 2007 avec un nouvel album, Hypnotic. Trois morceaux de cet album ont été choisis pour la bande originale du film La Journée de la jupe de Jean-Paul Lilienfeld, sorti en 2009. Le titre Nakr qui soutient le dénouement et le titre Friantiz, qui figure au générique, ont très largement contribué à faire connaitre la voix de Kohann en Europe. Enfin, le titre Tam Tam Tam est utilisé comme sonnerie de téléphone du personnage interprété par Isabelle Adjani. Le réalisateur Jean-Paul Lilienfeld avait déjà intégré deux titres de l'album Mil bed en 2001 dans la comédie HS Hors service.
Depuis 2005, Kohann est membre du groupe Skilda. Depuis 2014, Kohann est accompagnée de Konan Mevel (basse, programmes) et d'Emmanuel Devorst (guitare).
Lors du Festival Interceltique de Lorient 2017, elle se produit avec Donal Lunny et Sylvain Barou (après avoir tourné avec eux dans The Celtic Songlines de David Buckley) le 4 août et le 6 août avec Tri Yann (après avoir chanté dans leur album La Belle enchantée). Avec Alan Simon, elle participe au spectacle Excalibur III pour le concert à Brocéliande en 2012, au conte musical Cap’taine Kid en 2014 et 2015, à son opéra-rock Chouans depuis 2017, où elle interprète Céleste Bulkeley, à l'album Excalibur The Ladies of the Lake en 2018 et la tournée qui suit, notamment au concert événement des 20 ans d'Excalibur au Festival Motocultor le 15 août 2019 (sortie du DVD-CD fin 2020) à Saint-Nolff.
L'été 2019, Kohann est l'invitée d'Alan Stivell : elle l'accompagne sur le titre Brian Boru, au Rock Oz'Arènes en Suisse, et aux Traversées de Tatihou en Normandie. Fin novembre 2019, elle participe également à l'opéra rock de Jean-Jacques Chardeau The Magical Musical Man et à son album. En janvier 2021, Kohann et Konan Mevel, proposent leur nouveau projet, Widilma, un groupe de neo-folk. Courant 2021, elle intègre le groupe Stone Age, en studio et en concert. Eté 2022, Widilma sort son premier opus et joue pour la première fois en concert à Trieste (Italie), puis à Pontivy le 25 août.

## Discographie

### Albums studio
- 1999 : Mil Bed (traduction : Mille mondes) (en tant que groupe)
- 2001 : Don (traduction : Profond) (en tant que groupe)
- 2007 : Hypnotic (bande originale du film La Journée de la jupe)
- 2016 : Wendyland (EP)

### Avec Skilda
- 2008 : Spas
- 2010 : Beo  (live au Knockengorroch)
- 2012 : Skyewalker
- 2017 : The Return of the Skyewalker
- 2018 : Breathe (EP)

### Participations
- 1995 : L'Oiseau noir - Michel Tonnerre
- 1996 : Bloaz an erh du - Tanaw (Keltia Musique)
- 2001 : 23e Rencontres Transmusicales de Rennes
- 2001 : Celtics vol. 2
- 2010 : Bretagne en Scène - Les 15 ans de L'Oz production
- 2012 : The Origins - Excalibur III d'Alan Simon
- 2015 : Cap’taine Kid  d'Alan Simon
- 2016 : La Belle enchantée - Tri Yann
- 2018 : The Ladies of the Lake - Excalibur d'Alan Simon
- 2019 : Chouans d'Alan Simon (double CD)
- 2019 : In Terra Cognita ? - Jean-Jacques Chardeau
- 2019 : 7vet Kelc’h - Dom DufF
- 2019 : Liesliv - Dom DufF (clip)
- 2019 : Tournage du clip Loch Lomond du groupe Tri Yann
- 2020 : Excalibur 20th Birthday (live)
- 2020 : Stone Age, pour le clip Bubry Road, réalisé par Konan Mevel : chorégraphe, danseuse et actrice.
- 2021 : Stone Age, pour le clip You Know, réalisé par Konan Mevel : chant.

## Galerie

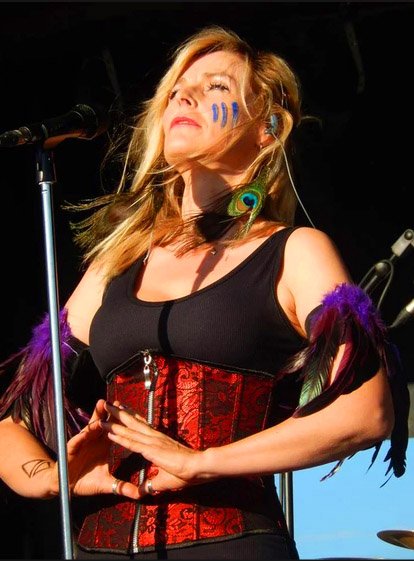
Kohann en 2015.
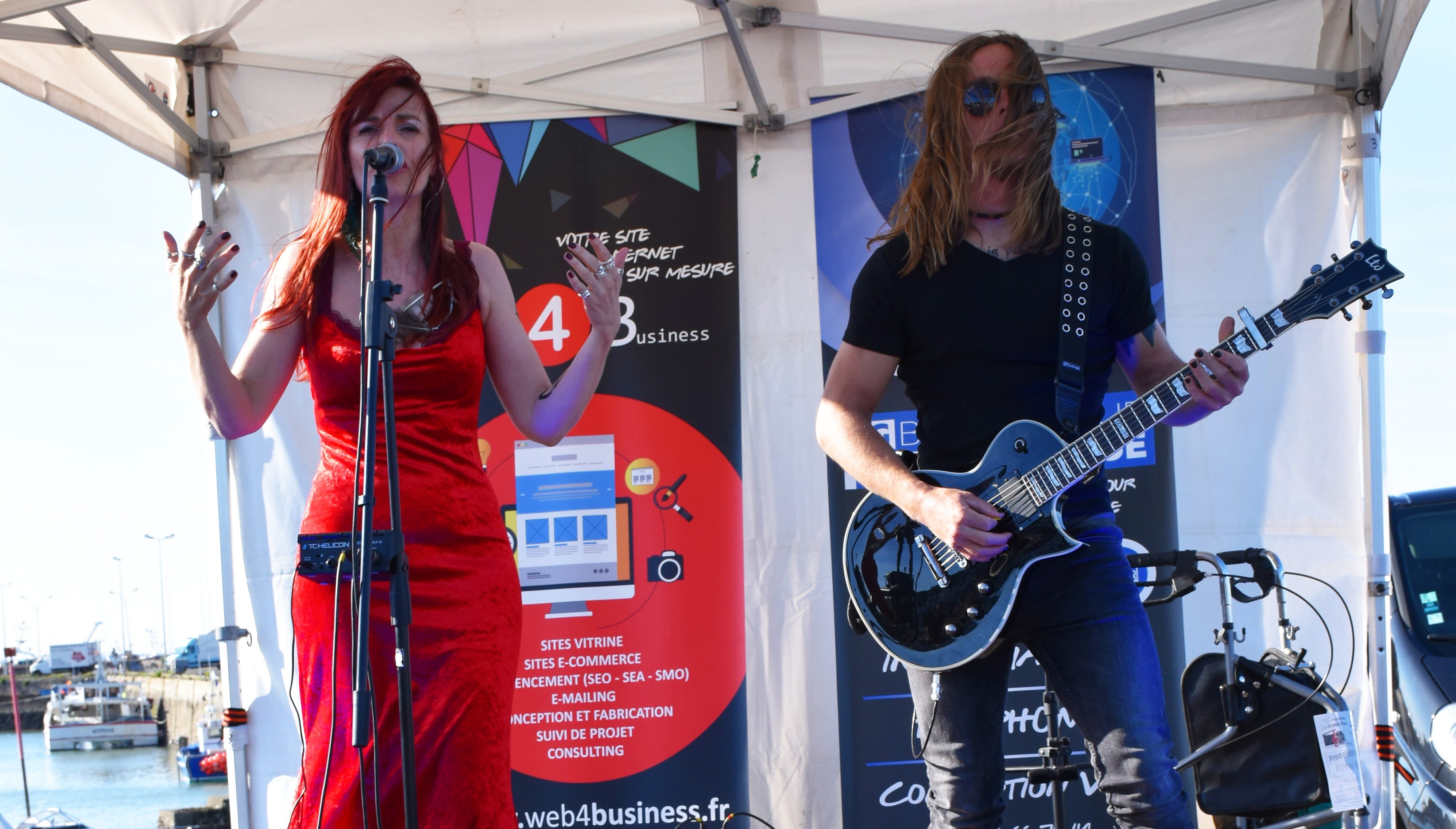
Kohann avec Emmanuel Devorst au Croisic le 12 mai 2019.
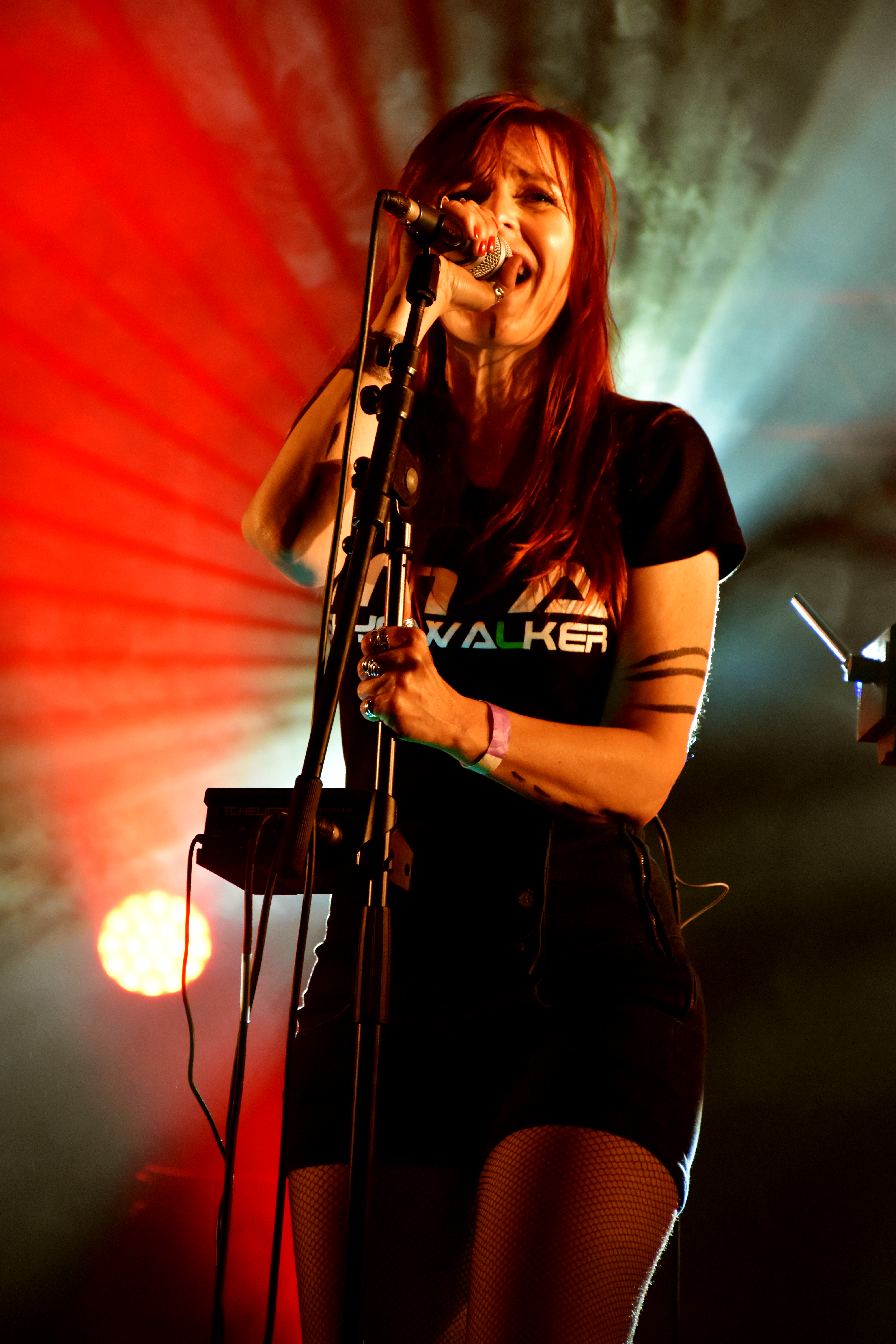
Kohann avec Skilda près du Mans le 9 juin 2019.
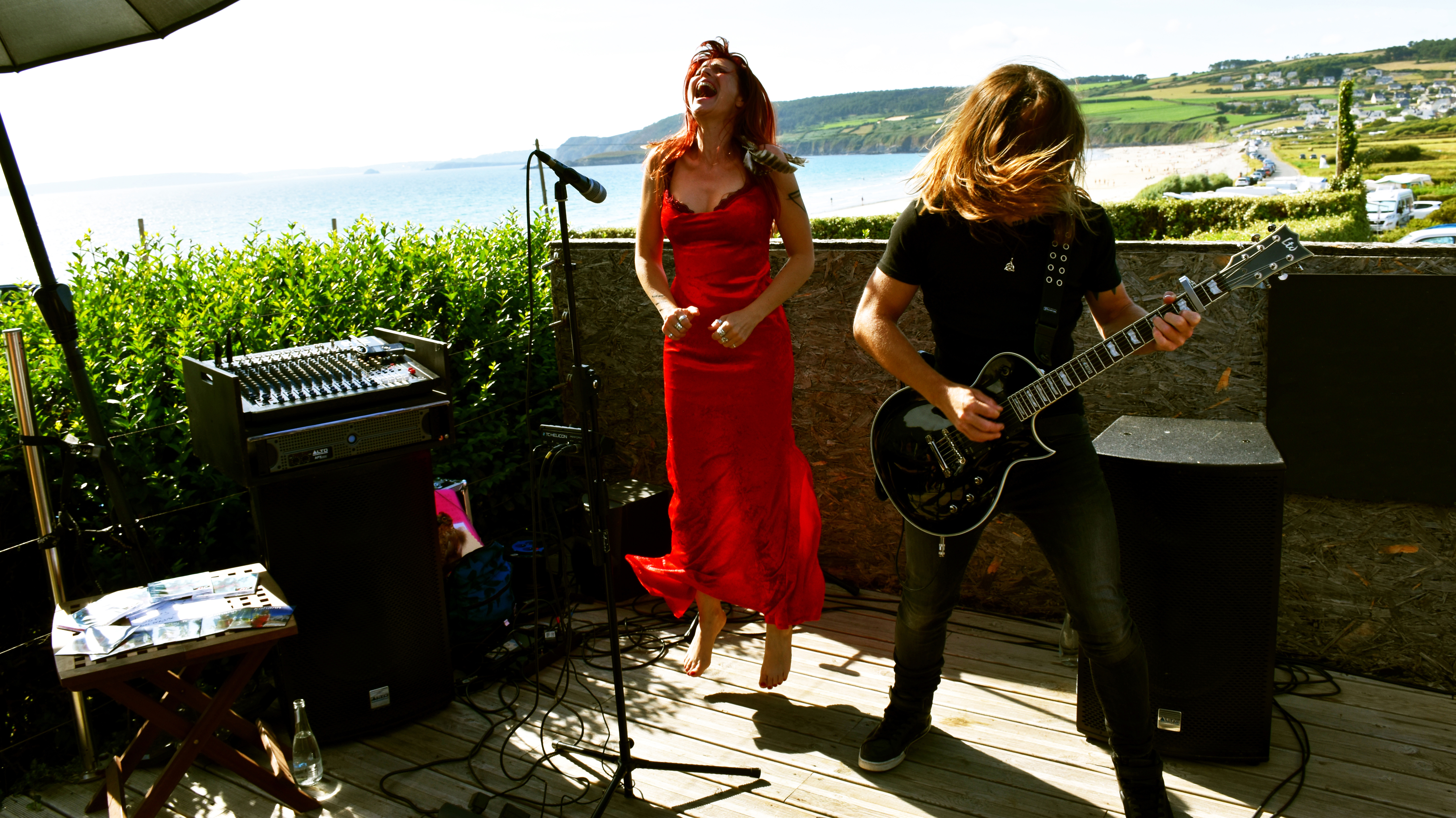
Kohann à Telgruc sur Mer le 21 juillet 2019, avec Emmanuel Devorst.
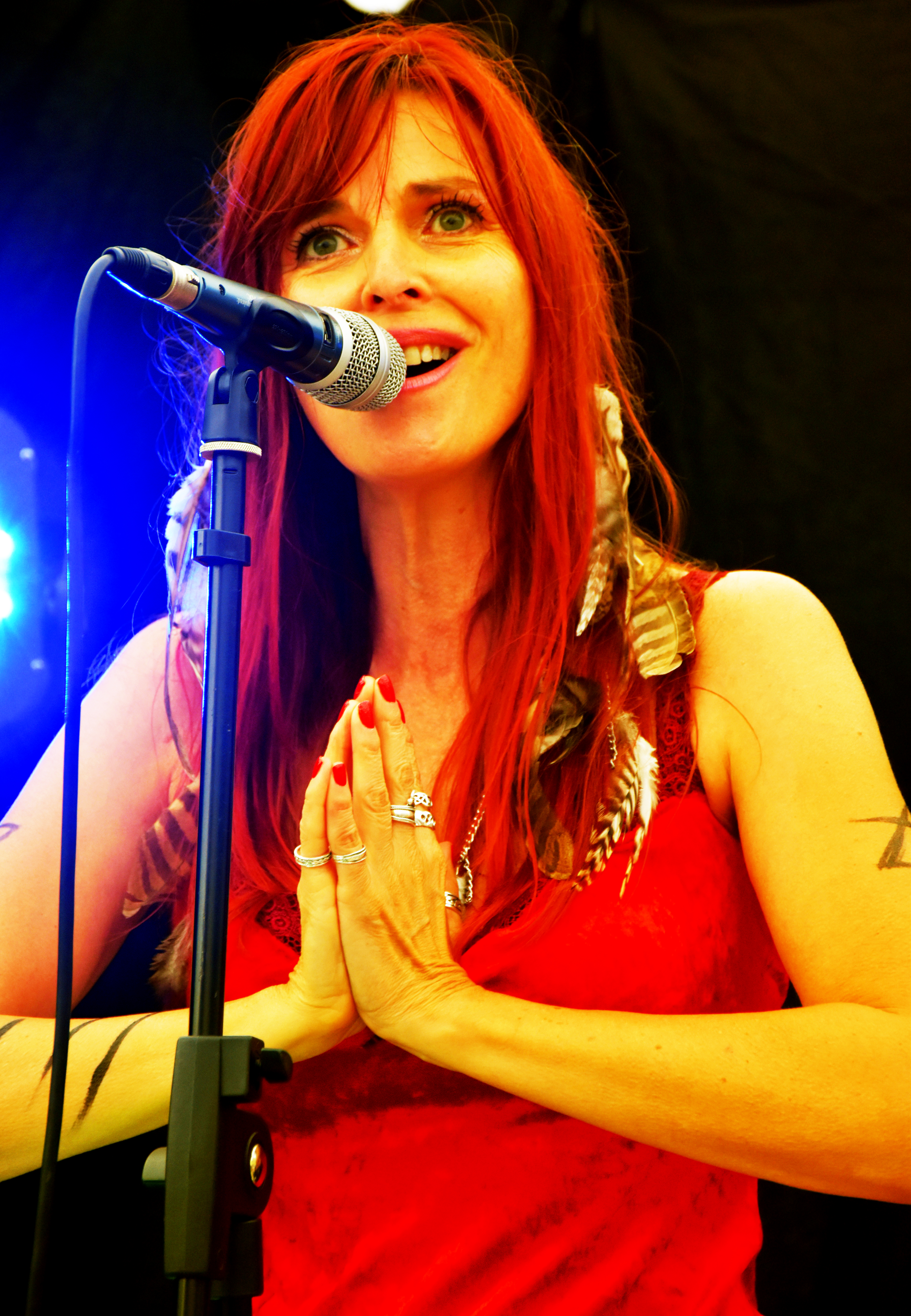
Kohann à Paimpont le 26 juillet 2019.
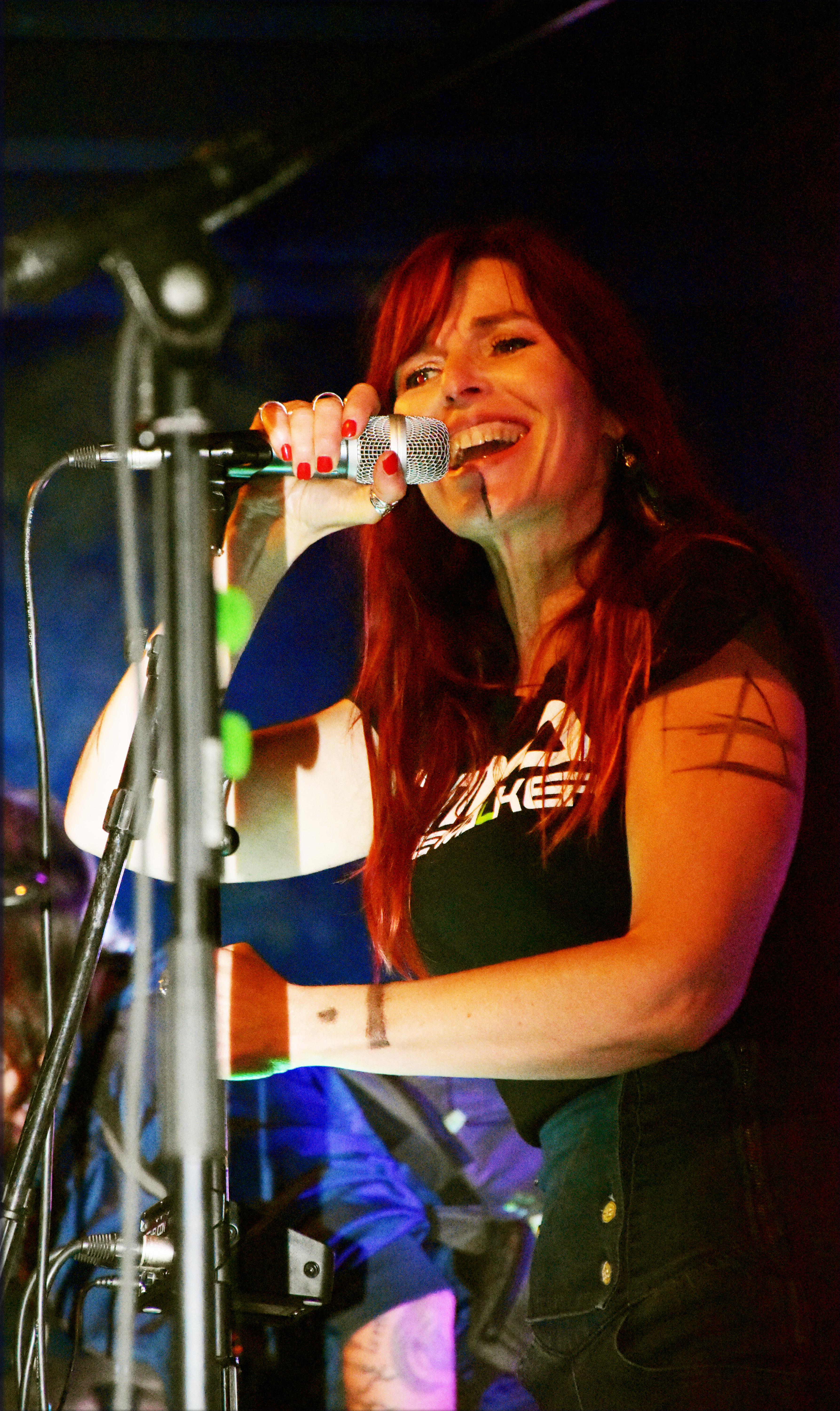
Kohann avec Skilda à Langonnet le 12 août 2019.
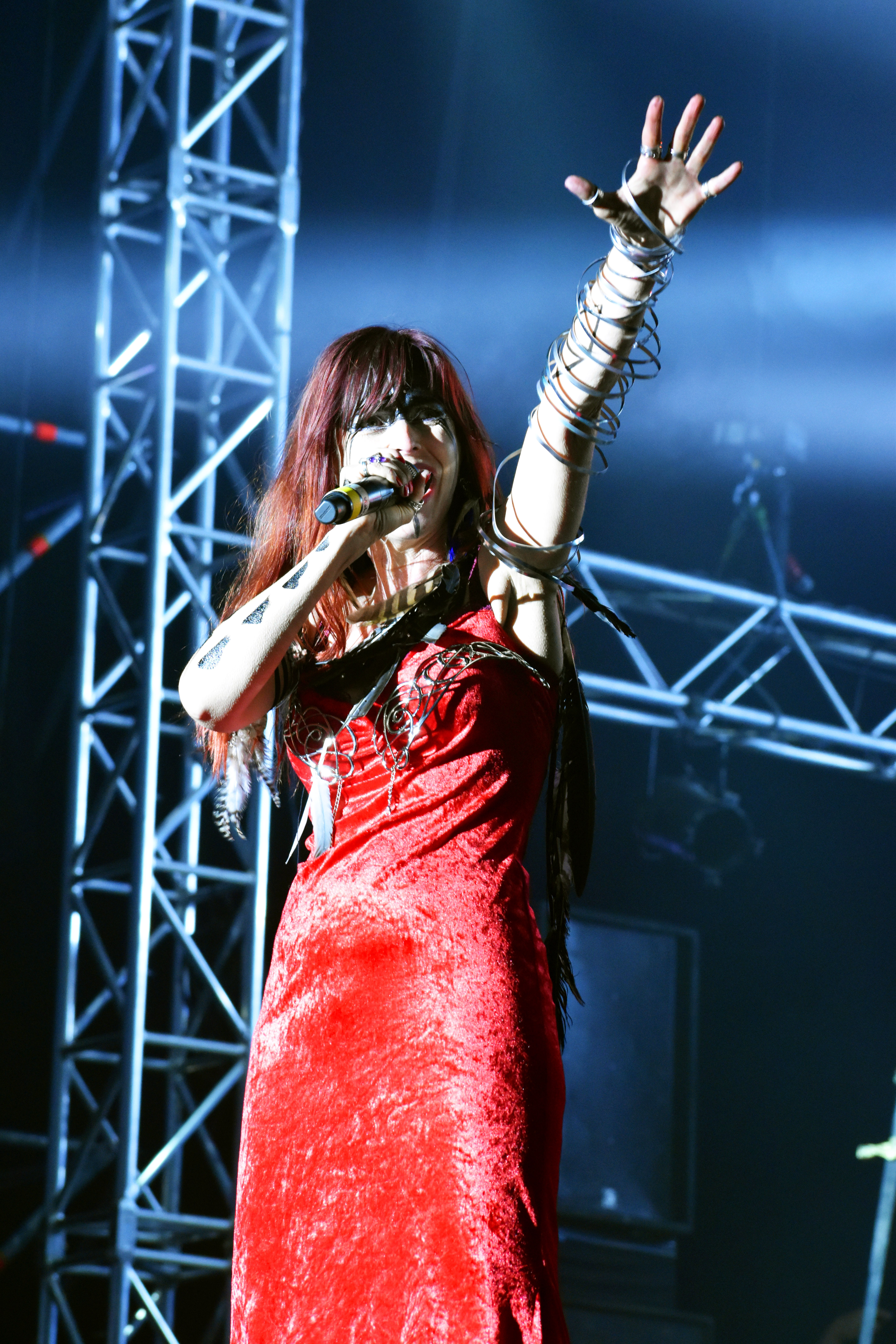
Kohann dans Excalibur le 15 août 2019.
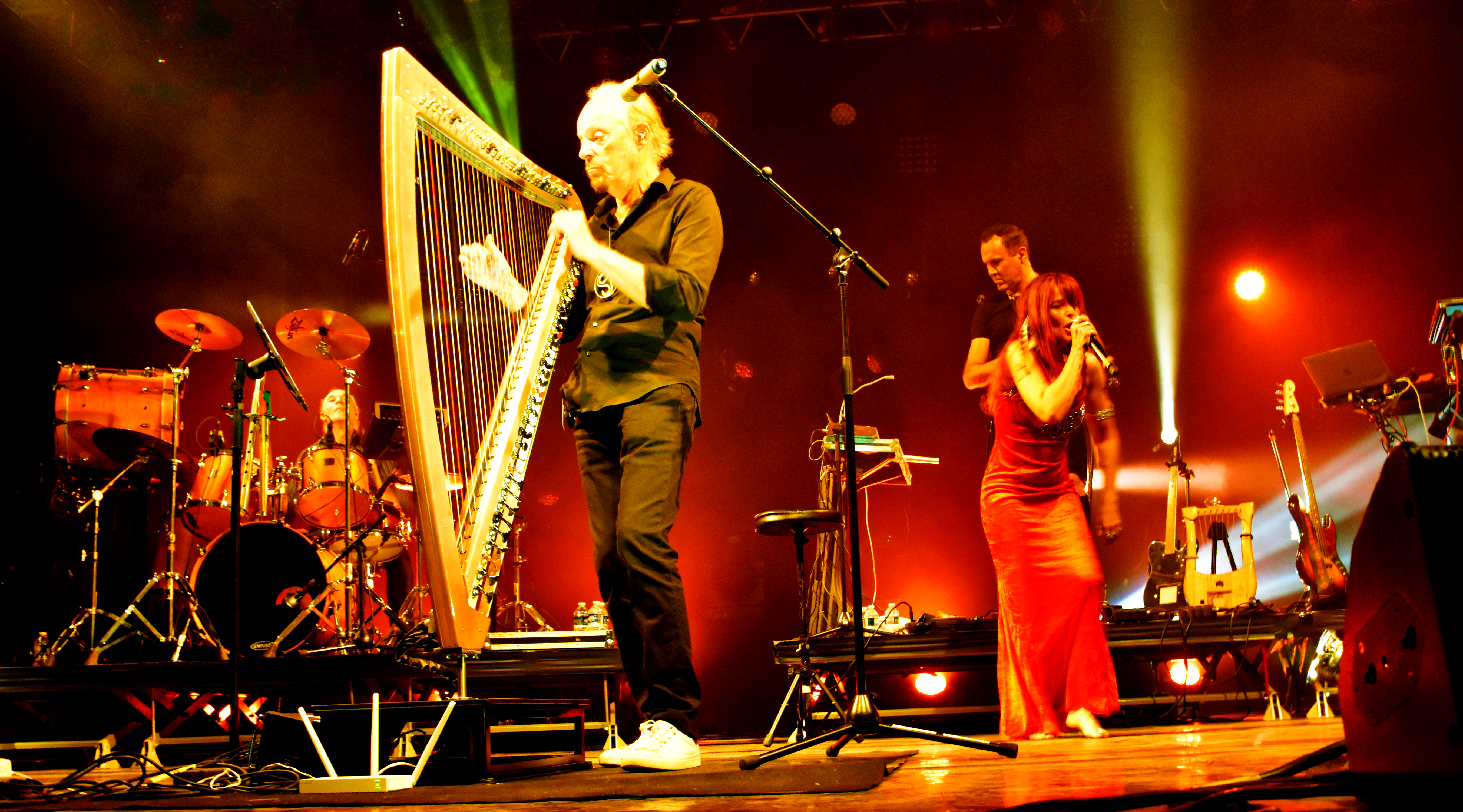
Kohann, invitée d'Alan Stivell le 30 août 2019, à Tatihou.
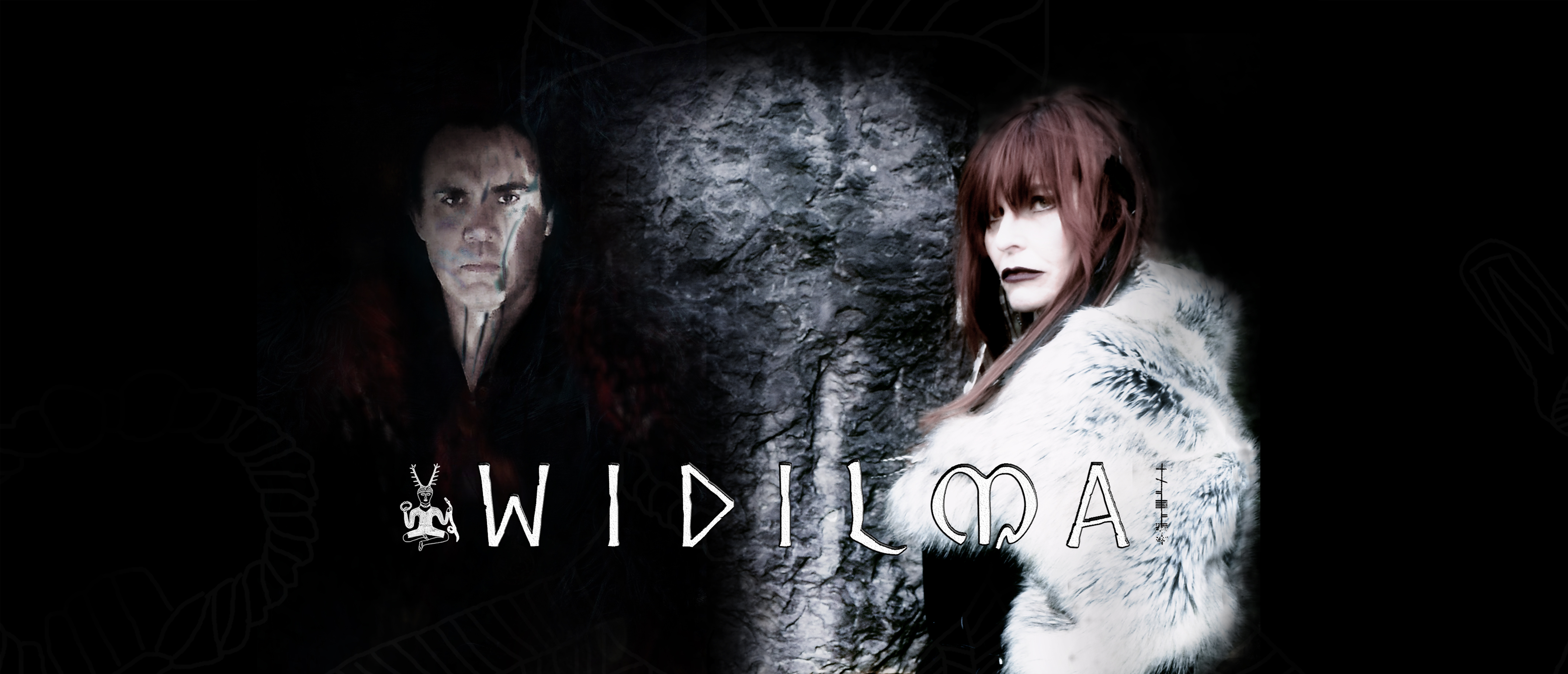
Widilma 2021.
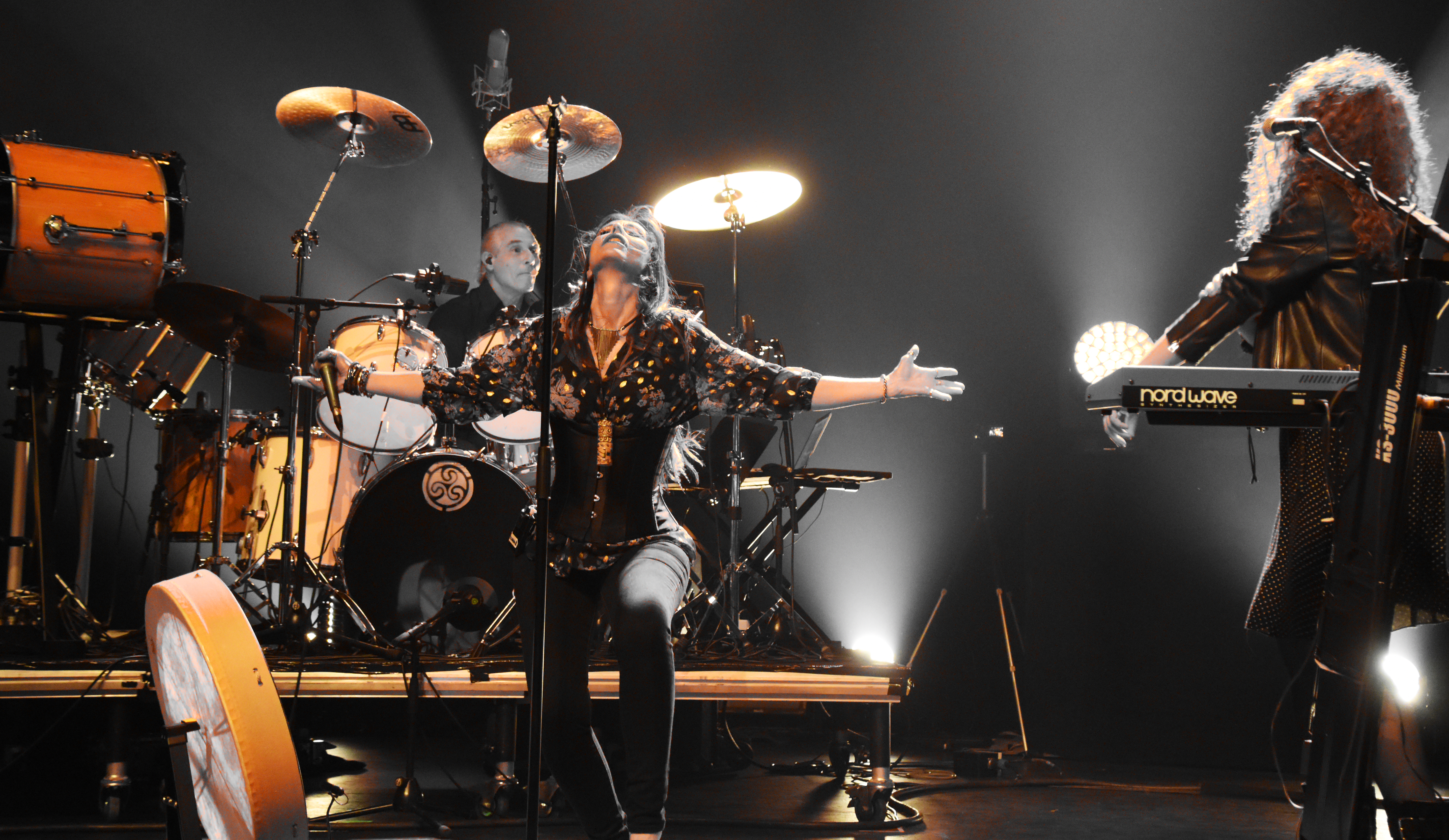
Avec Stone Age à Landivisiau en novembre 2021.
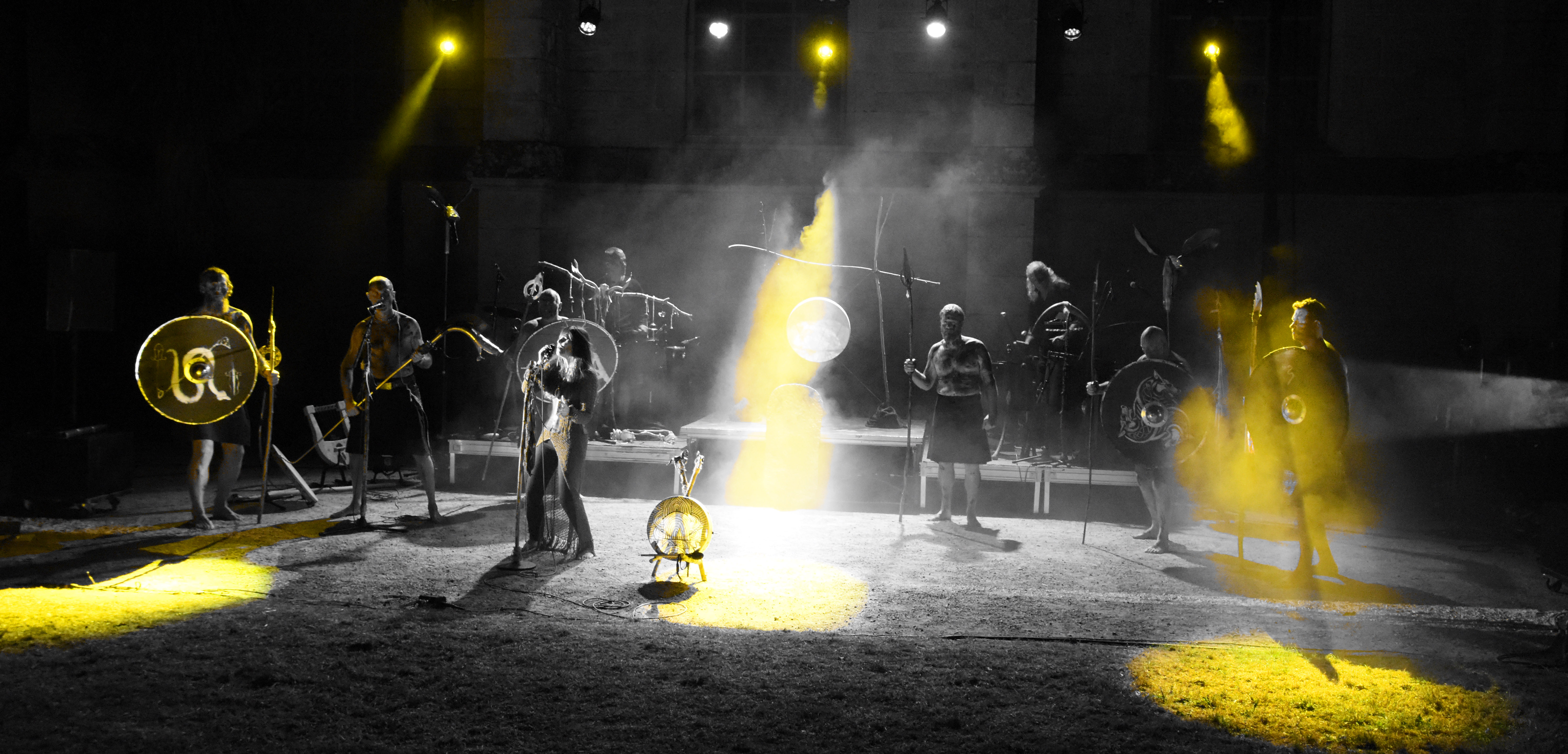
Widilma en concert à Pontivy le 25 août 2022